# Kongmin
Kongmin (恭愍王, 1330-1374) est un des plus grands rois du royaume de Goryeo en Corée. Il s'est aussi adonné à la peinture.
À sa naissance, Koryo était un État vassal de l'empire mongol des Yuan.  Entre 12 et 22 ans, il passa dix ans à la cour des Yuan en tant qu'otage. Après son mariage avec la princesse mongole Noguk, il est installé sur le trône de Koryo en 1351. Il entame immédiatement une politique anti-mongole, reconquiert les territoires du Nord avec l'aide des généraux Yi Seong-gye (李成桂) et Choi Young (崔瑩) et fait face aux incursions des Turbans rouges.
Cependant, sa femme meurt en 1365 et il perd son soutien. Il s'oriente dès lors plus intensément vers le bouddhisme et passe sous l'influence du moine Shin Don. Il tente de lancer des réformes et de faire libérer les esclaves mais se heurte à la résistance de l'aristocratie. Il est assassiné par ses gardes du corps en 1374. Son tombeau a été classé en tant que trésor national de Corée du Nord no 123.

## Autres activités
|  |  |  |